# Droga I/57 (Czechy)
Droga krajowa 57 (cz. Silnice I/57) – droga krajowa we wschodnich Czechach. Trasa łączy Karniów i Opawę przez Nowy Jiczyn i Vsetín z dawnym przejściem granicznym ze Słowacją. Na krótkim odcinku biegnie wspólnym śladem z drogą krajową nr 49. Trasa jest jedno-jezdniowa.